# Matthias Landfried
Matthias Landfried (* 7. Februar 1975 in Ostfildern) ist ein deutscher Tischtennistrainer. Zudem betreibt er ein Internetportal rund um die Sportart Tischtennis.

## Karriere
Ab dem Sommer 2002 war Landfried Trainer der TTG Müller Munscheid in der Tischtennis-Bundesliga. Im Juli 2003 folgte er dem Hauptsponsor Frank Müller zur Müller Würzburger Hofbräu. Mit ihnen gewann er 2005 die deutsche Meisterschaft und stand 2005 und 2006 im Final Four des DTTB-Pokals. Zudem zog Landfried 2005 und 2007 mit dem Team ins Finale des ETTU Cups ein. In der Saison 2007/08 qualifizierte die Mannschaft sich für die ETTU Champions League und erreichte dort das Viertelfinale.
Im Juli 2008 wechselte Landfried zum Zweitligisten 1. FC Saarbrücken, mit dem ihm 2009 der Aufstieg in die Bundesliga gelang. Mit Saarbrücken qualifizierte er sich 2010 für den ETTU Cup und erreichte dort 2011 das Viertelfinale. Ein dritter Platz in der Bundesligasaison 2010/11 bedeutete die Qualifikation für die Champions League, in der man 2011/12 im Halbfinale stand. In der Saison 2011/12 gewann Landfried mit Saarbrücken den deutschen Pokal und belegte nach der Hauptrunde den ersten Platz in der Bundesliga, nach den Play-offs wurde man Vizemeister.
Im Jahr 2012 wurde Landfried Cheftrainer des kroatischen STK Dr. Časl Zagreb. Mit dem Verein nahm er an der Champions League teil, war Europapokal-Viertelfinalist, zweifacher kroatischer Meister (Frauen und Männer) und European-Superleague-Finalist. Anschließend kehrte er nach einem Jahr im Sommer 2013 nach Deutschland zurück und wurde Cheftrainer und Manager des Bundesligisten SV Plüderhausen. Bereits zuvor hatte er dem Verein elf Jahre lang bei der Spielersuche geholfen, ein möglicher Wechsel nach Plüderhausen zweieinhalb Jahre zuvor scheiterte damals am Veto seines damaligen Vereins Saarbrücken.
Zur Saison 2014/15 wechselte Landfried zur SV Böblingen und trainierte deren Frauenmannschaft, mit der er den fünften Platz in der Bundesliga erreichte.
Im Sommer 2016 nahm Landfried erneut ein Engagement in Kroatien an und wurde Cheftrainer und Manager des STK Starr Varaždin. Mit Varaždin belegte er 2016 und 2017 den zweiten Platz in der Liga, 2017 wurde man in den Play-offs Vizemeister. In den Jahren 2018 und 2019 wurde der Verein kroatischer Meister und qualifizierte sich für die ETTU Champions League 2019/20.
Zudem war Landfried seit 2007 Privattrainer von Thomas Keinath.
Ab 2008 war er Trainer für die slowakische Herren-Nationalmannschaft und betreute sie bis 2015 bei unterschiedlichen Einsätzen.